# Triplophysa zhaoi
Triplophysa zhaoi är en fiskart som beskrevs av Prokofiev 2006. Triplophysa zhaoi ingår i släktet Triplophysa och familjen grönlingsfiskar. Inga underarter finns listade i Catalogue of Life.